# Volpajola
Volpajola (korsisch: A Vulpaiola) ist eine Gemeinde mit 382 Einwohnern (Stand 1. Januar 2022) im Département Haute-Corse auf Korsika.
Zu Volpajola gehört der Ortsteil Barchetta im Tal des Golo. Dort befindet sich ein Bahnhof, und es verläuft eine Eisenbahnlinie der Chemins de fer de la Corse.
Die Gemeinde Volpajola grenzt im Nordosten an Scolca, im Südosten an Prunelli-di-Casacconi, im Süden und Südwesten an Campile und im Westen an Campitello.

## Demografie
| Jahr      | 1962 | 1968 | 1975 | 1982 | 1990 | 1999 | 2007 | 2016 |
| --------- | ---- | ---- | ---- | ---- | ---- | ---- | ---- | ---- |
| Einwohner | 479  | 492  | 460  | 281  | 275  | 366  | 433  | 420  |

## Sehenswürdigkeiten
- Mariä-Verkündigung-Kirche (Église de l’Annonciation)